# Alfa Romeo Spider (1995)
L'Alfa Romeo Spider (nome in codice 916) è un'autovettura di tipo spider prodotta dalla casa automobilistica italiana Alfa Romeo a partire dal 1995, come erede del modello Spider "Duetto".
È denominata anche "Spider 916" per distinguerla dalle omonime antenate in quanto fa parte del progetto Alfa Romeo 916 dal quale è nata anche la coupé 2+2 GTV. Questo modello venne prodotto fino al 2004, sostituito dalla Spider derivata dalla Brera.

## Il contesto
La Spider venne presentata insieme con l'Alfa GTV nell'autunno del 1994 al Salone dell'automobile di Parigi. Il modello è in pratica la versione decappottabile a due posti secchi (anziché essere una 2+2) della GTV frutto di Enrico Fumia per il centro stile Pininfarina (basandosi sul concept Alfa Romeo Proteo del 1991). Dalla GTV, la spider si differenzia per la coda completamente ridisegnata rispetto al GTV che presenta il cofano del bagagliaio sdoppiato con doppia apertura per contenere la cappotta in tela multistrato. I parafanghi posteriori benché presentino le medesime nervature del modello coupé possiedono un accordo con il cofano del baule differente. La lunghezza totale della Spider è pari a 4.285 mm e 4.295 mm per le versioni ristilizzate prodotte dal 2003. Immutato il frontale che espone il classico scudetto con il logo della casa, mentre il cofano di forma triangolare ingloba i fanali sdoppiati anteriori. Il bagagliaio possiede un volume pari a 110 litri mentre il serbatoio contiene fino a 70 litri di carburante.
La motorizzazioni rese disponibili nei diversi anni della commercializzazione sono state il 1.8 Twin Spark, 2.0 Twin Spark, 2.0 JTS, 3.0 V6 12v (solo Spider), 2.0 V6 Turbo, 3.0 V6 24v, 3.2 V6 24v. Le potenze sono comprese tra i 144 e i 240 cavalli.

## Meccanica e tecnica

### Telaio e sicurezza
Il pianale è un'evidente evoluzione della piattaforma Type 2 ridisegnato in particolare per incrementare la rigidità della struttura e la sicurezza automobilistica. Infatti sia la Spider sia la sorella GTV furono concepite per l'esportazione negli Stati Uniti d'America e per superarne i severi crash test, anche se poi non vi vennero esportate dalla catena di vendita ufficiale. Numerosi esemplari sono stati richiesti privatamente nel Nord America. La rigidità torsionale della scoperta è inferiore di circa il 60% rispetto a quella dell'Alfa Romeo GTV ma rimane comunque elevato lo standard di sicurezza passiva, a ciò contribuiscono leghe di alluminio e magnesio per i componenti della struttura e il largo uso di acciai ad alta resistenza, sistemi a deformazione controllata, scatolati ad assorbimento prestabilito sia avanti sia dietro. I longheroni sono di dimensioni importanti e rinforzati e i montanti sono ad alta resistenza, quello anteriore è stato addirittura concepito per ovviare ai rollbar.

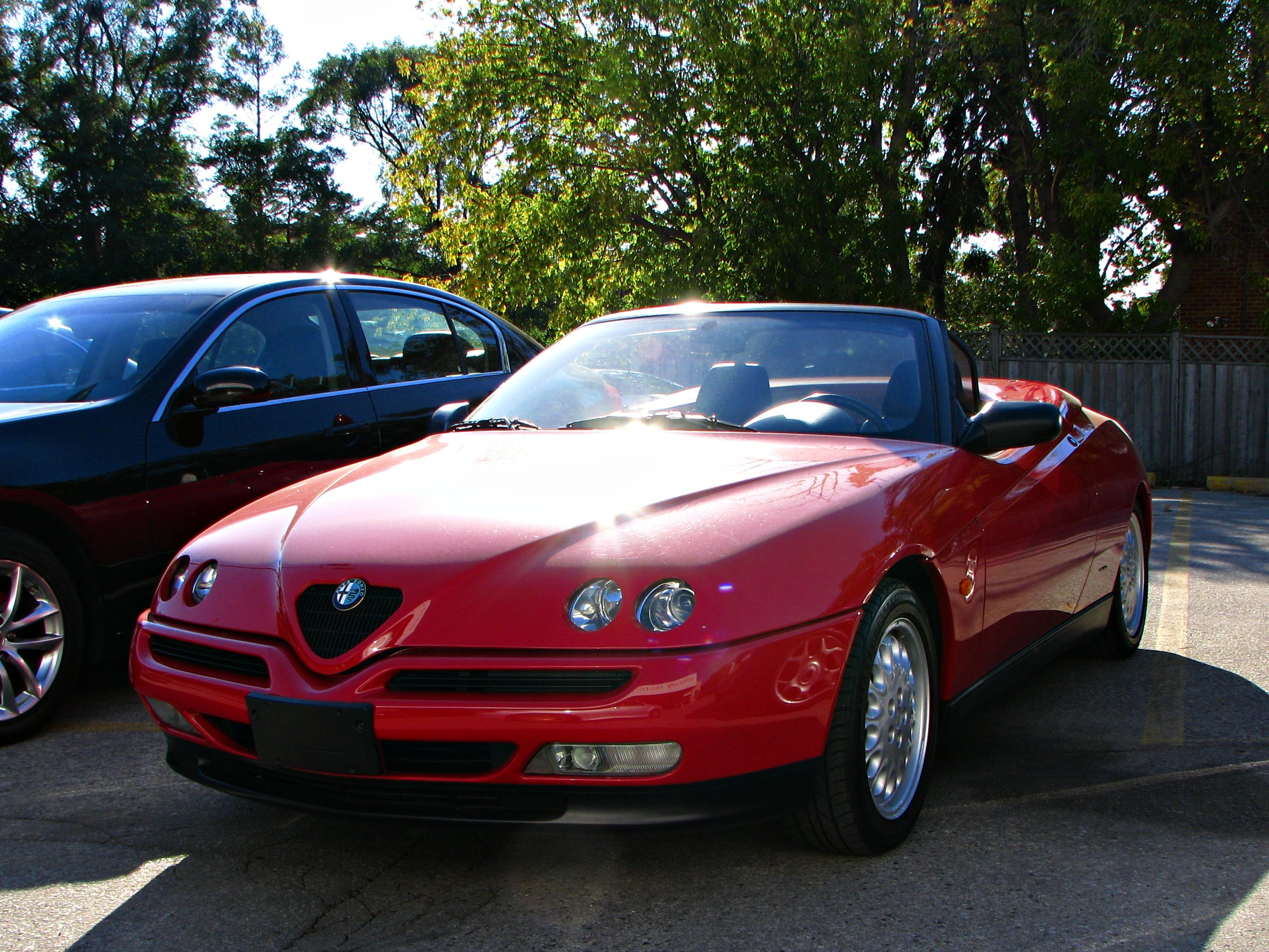
Dettaglio frontale di un'Alfa Spider Twin Spark 16V pre-restyling

Come dotazione interne per la sicurezza troviamo doppio dispositivo airbag (l'airbag lato passeggero era optional nella prima serie, di serie nella versione L), cinture con pretensionatori, portiere con barre anti intrusione, sistema anti incendio FPS e serbatoio carburante in metallo.
Per ottimizzare la ripartizione dei pesi, anteriormente il grande cofano è stato realizzato in materiale composito e parte del telaio utilizzando magnesio e alluminio. Posteriormente, la batteria, il generoso serbatoio carburante, la ruota di scorta (che si ancora verticalmente) e i due silenziatori di scarico principali (agganciati in parallelo) sono tutti posti esattamente al retrotreno.

### Sospensioni
Posteriormente, sulla Spider si è utilizzato il procedimento di thixocasting per la produzione del telaietto supplementare in lega leggera, presentando un retrotreno attivo su telaio ausiliario in alluminio autoportante e autosterzante e sospensioni posteriori a quattro bracci multipli (schema Multilink). Anteriormente le sospensioni sono di tipo MacPherson evoluto. Entrambi gli assali sono dotati di barra antirollio.

### Ruote e freni
La prima serie montava pneumatici 195/15 e 205/50/16. Dal 1998 in versione base montavano la misura 205/50 R16 oppure 225/45 ZR 17. L'impianto frenante è composto da dischi sulle quattro ruote (gli anteriori autoventilanti), assistiti da ABS e, dal 1998 ABS di nuova generazione a taratura sportiva e ripartitore di frenata EBD. Le versioni V6 sono dotate di pinze fisse Brembo a 4 pistoncini e dischi anteriori da 305 X 28 mm.

### Gli interni

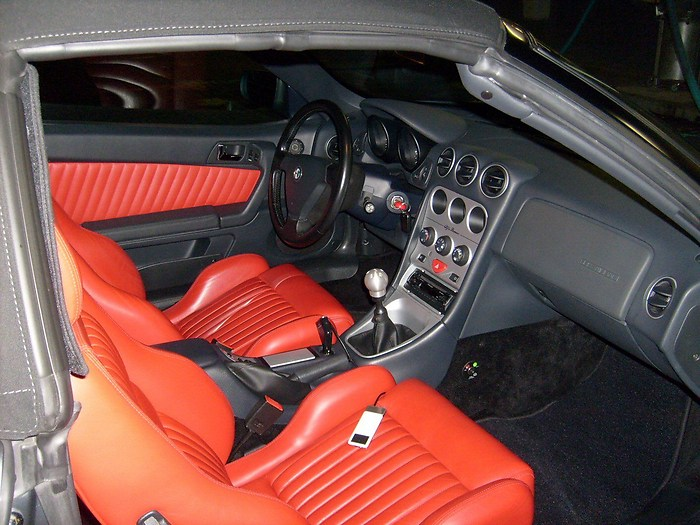
Interni di una Spider restyling 1998.

Gli interni, condivisi con la GTV, adottavano sulle prime serie plastiche di buona qualità ma penalizzate dalla scarsa cura degli assemblaggi. Con il primo importante restyling del 1998 dove gli interni sono stati ridisegnati, anche le plastiche sono state sostituite. Le uniche differenze rispetto al GTV riguardavano il trattamento che subivano alcune plastiche della zona superiore dell'abitacolo per evitare eventuali danni causati dall'acqua. Il disegno della plancia centrale risultava molto moderno per l'epoca: i tre diffusori centrali dell'impianto di climatizzazione nel restyling del 1998 erano di forma circolare (erano due e quadrati nella prima serie) ed erano posizionati verso la zona centrale-superiore; al di sotto di essi vi era la strumentazione accessoria composta da tre quadranti orientati verso il guidatore e, ulteriormente più in basso, i comandi del climatizzatore manuale o automatico e l'impianto stereo a cassette (in seguito a CD con navigatore GPS integrato a richiesta). Nel piccolo vano portaoggetti lato passeggero, illuminato da una luce di servizio, era presente un tasto che permetteva l'apertura del cofano portabagagli.

## Aggiornamenti
La Spider subì due aggiornamenti nel corso dei suoi oltre 10 anni di produzione.

### Restyling 1998

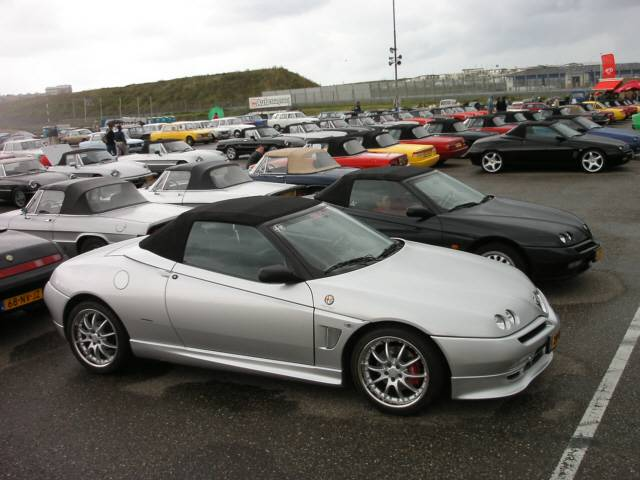
La Spider aggiornata con il kit sportivo.

Il primo importante aggiornamento nel 1998 portò numerose migliorie sotto tutti i profili. Internamente vennero utilizzati materiali di qualità più elevata, la plancia fu completamente ridisegnata, la strumentazione principale rivista in molti dettagli e adottando la colorazione alluminio per i cannocchiali degli strumenti. Furono sostituite le bocchette d'aerazione, venne creato un tunnel centrale con nuovi comandi, un bracciolo con vano porta oggetti integrato e altro. Ci fu una rivisitazione della maggior parte dei comandi.
La selleria fu ridisegnata, furono introdotte numerose personalizzazioni e abbinamenti degli interni con diverse colorazioni del pellame e dei pannelli.
Il bagagliaio è stato leggermente ampliato e rivestito internamente con materiali più ricercati, inoltre vi era la possibilità di adottare un kit di riparazione pneumatici con compressore in sostituzione della ruota di scorta.
La vettura si arricchì di nuovi accessori: climatizzatore automatico, autoradio Hi-Fi con navigatore satellitare e caricatore CD, sedili a regolazione elettrica e riscaldabili e altro.
Dal punto di vista tecnico vennero ulteriormente migliorate le sospensioni, venne installato un ABS di ultima generazione con ripartitore di frenata (EBD), su alcuni modelli si è presentato persino il servosterzo ad assistenza variabile in base alla velocità. Venne inoltre rivisto tutto l'impianto elettrico oltre a numerose componenti meccaniche.
Esteticamente venne adottata la mascherina cromata sul cofano, si aggiunsero nuove colorazioni e vernici multistrato, le carenature inferiori divennero in tinta, vennero ampliati i passaruota per poter ospitare nuovi cerchi gommature più generose e si ebbe la possibilità di applicare un kit estetico con reale funzione aerodinamica.
Il kit aerodinamico, frutto della collaborazione tra il Centro Stile Alfa Romeo e l'azienda tedesca Zender, differentemente dalla coupé non prevedeva lo spoiler posteriore, ma si le minigonne, la coppia di estrattori d'aria dietro al parafango anteriore e le due tipologie di spoiler anteriori. Con il kit aerodinamico completo in abbinamento alla gommatura 225/45 ZR 17 la casa non dichiara l'incremento velocistico della Spider come nel caso della GTV ma è logico che vi siano dei vantaggi derivanti dal miglioramento del CX.

### Restyling 2003

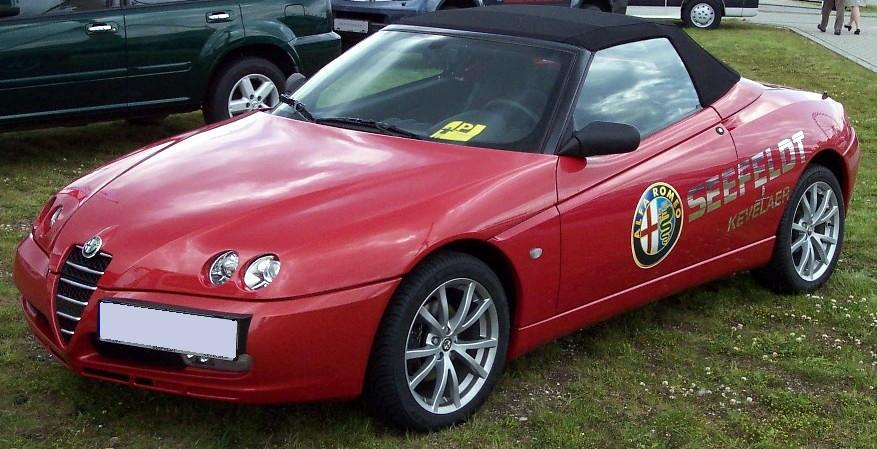
La Spider 2003 caratterizzata dal nuovo frontale

Nel 2003 fu sottoposta ad un rilevante come e più cospicuo restyling nel frontale, realizzato da Pininfarina andando a inglobare uno scudetto anteriore più grande che andava a richiamare i più recenti stilemi della casa del biscione.
Internamente erano poche le differenze rispetto al restyling precedente: l'illuminazione della strumentazione e dei comandi divenne di colore rosso, tachimetro con fondoscala a 280 km/h (2.0 JTS e 3.2) un particolare della plancia centrale ridisegnato per far posto a due nuovi pulsanti tra cui quello del controllo della trazione (ASR) disponibile per 2.0 JTS e 3.2 V6, nuovo disegno dei rivestimenti della selleria in pelle con abbassamento della seduta di un centimetro e qualche particolare cromatico preso da alcuni allestimenti del periodo 1998-2003.
Le nuove motorizzazioni erano il 2.0 JTS a iniezione diretta di benzina Euro 4 165 cavalli, e il 3.2 V6 24V Euro 3 da 240 cavalli.

### Monospider
Nel 1997 venne ideata una versione denominata Monospider. L'idea era quella di crearne un campionato monomarca come il "GTV Cup" o di produrla in serie limitata a 500 esemplari. Si tratta di un'Alfa Romeo Spider, priva dei montanti anteriori e conseguentemente del parabrezza, si è aggiunto un roll-bar come nelle monoposto da competizione, è assente il tetto ripiegabile e i sedili sono di tipo da competizione con cinture a quattro punti. Diversi erano anche il sottoparaurti, le minigonne e posteriormente presenta un paraurti diverso con estrattore d'aria. Il propulsore dedicato era il 3.0 V6 24v portato a 230 cavalli. La velocità massima era di 252 km/h e l'accelerazione da 0 a 100 km/h veniva coperta in 6,5 secondi.

## Produzione
Il Progetto 916 venne prodotto dall'esordio fino al 2000 presso lo stabilimento lombardo di Arese (Milano) di proprietà dell'Alfa Romeo fino a quando a causa della crisi di fine anni 2000 che investì tutto il gruppo Fiat, l'impianto venne chiuso e la Spider insieme con la sorella GTV vennero spostate presso gli impianti di San Giorgio Canavese (entrambi a Torino) di proprietà della Pininfarina (già autore della linea dei 916). I modelli assemblati a Torino vennero lievemente aggiornati nell'estetica grazie all'aggiunta sulla fiancata del classico logo Disegno Pininfarina della carrozzeria torinese. La produzione terminò ufficialmente nel 2004.

## Motori
Le motorizzazioni all'esordio erano due: il 2 litri aspirato Twin Spark, 150 cavalli e il 3.0 V6 12 valvole da 192 cavalli. Diversamente dalla GTV si optò per il 3.0 V6 in quanto essendo più docile rispetto al V6 Turbo si addiceva di più alle caratteristiche della scoperta. Le prestazioni erano comunque di rilievo con una velocità massima di 225 km/h e l'accelerazione da 0 a 100 km/h in 7,3 secondi.
Verso la metà del 1998 arrivarono nuove motorizzazioni: il 1.8 TS da 144 cavalli, mentre la 2.0 TS con variatore di fase, si portò a 155 cavalli.

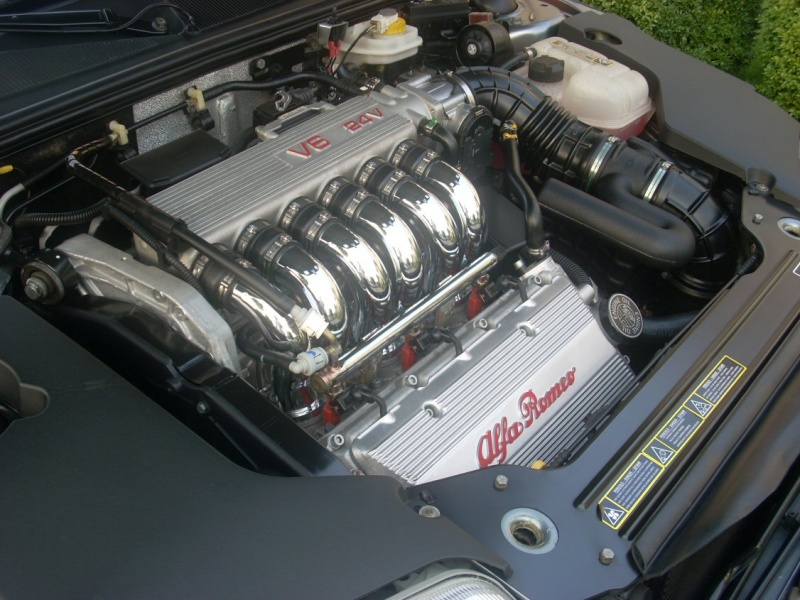
Alfa Romeo Spider 3.0 V6

Nel 1999 venne introdotto anche il 6 cilindri 2.0 turbo in versione da 202 cavalli. Questo propulsore era sovralimentato da turbina Garrett T25, raffreddato da intercooler, con dispositivo overboost che consente di incrementare rispetto al valore dichiarato potenza e coppia motrice per un intervallo di tempo regolato dalla centralina, fornendo così una forte accelerazione extra e di avere degli spunti (non tanto da ferma per ovvia questione di turbo lag e trazione) tra i regimi di 4000 e 6500 giri al minuto davvero notevoli, paragonabili ad auto di potenza molto più elevata. Tale prerogativa del V6 Turbo (già vista su 164 V6 Turbo e Gtv V6 TB) fu studiata dalla casa per avere una elevata riserva di potenza in caso di sorpassi e altre situazioni di emergenza (come si legge anche sul libretto in dotazione).
Nello stesso anno venne affiancato anche il 3.0 V6 24v da 218 cavalli. La velocità massima era di 233 km/h e l'accelerazione da 0 a 100 km/h coperta in 6,8 secondi.
Nel 2003 venne introdotto il 3.2 V6 e il 2.0 JTS con omologazione Euro 4. È stato uno dei primi propulsori a iniezione diretta di benzina high-precision messa a punto dalla Bosch a entrare nei cofani di un'Alfa Romeo. Derivato dalla precedente unità Twin Spark questo rinnovato 1.970 cm³ disponeva di 165 cavalli e di una coppia massima di 206 N·m erogati a 3.250 giri/min. Migliori le prestazioni, garantendo lo stesso consumo di benzina della precedente versione TS. Il cambio manuale era a 5 rapporti.
Il 3.2 V6 24 valvole è lo stesso che permette alla GTV di divenire l'Alfa Romeo stradale più veloce in listino con i suoi 255 km/h. Nella versione Spider la velocità massima è di 242 km/h, consentendo un 0-100 km/h in 6,3 secondi e di coprire il chilometro da fermo in 25,8 secondi.

## Versioni e motorizzazioni
I dati prestazionali sono dichiarati con gommatura base, 2 persone + 20 kg, serbatoio 2/3 e benzina a 95 ottani.
Differentemente dalla sorella GTV la casa madre non dichiara incrementi velocistici effettivi derivanti dall'installazione dei componenti del kit aerodinamico inoltre lo spoiler posteriore della Gtv non viene fornito per la Spider.
| Modello        | Disponibilità       | Motore                       | Cilindrata cm³ | Potenza                                    | Coppia max              | 0–100 km/h (secondi) | 0–1000 m (secondi) | Velocità max (km/h) | Consumo medio (km/l) |
| -------------- | ------------------- | ---------------------------- | -------------- | ------------------------------------------ | ----------------------- | -------------------- | ------------------ | ------------------- | -------------------- |
| 1.8 TS 16V     | dal 1998 al 2001    | 4 cilindri in linea, Benzina | 1.747          | 106 kW (144 CV) @ 6.500 giri/min           | 168 N·m @3.500 giri/min | 9,2                  | 30,5               | 205                 | 11,2                 |
| 2.0 TS 16V 150 | dal debutto al 1998 | 4 cilindri in linea, Benzina | 1.970          | 110 kW (150 CV) @6.400 giri/min            | 168 N·m @3.500 giri/min | 8,5                  | 29,9               | 210                 | 10,9                 |
| 2.0 TS 16V 155 | dal 1998 al 2001    | 4 cilindri in linea, Benzina | 1.970          | 114 kW (155 CV) @6.400 giri/min            | 168 N·m @3.500 giri/min | 8,5                  | 29,8               | 212                 | 10,9                 |
| 2.0 JTS 16V    | dal 2003            | 4 cilindri in linea, Benzina | 1.970          | 121 kW (165 CV) @6.400 giri/min            | 206 N·m @3.250 giri/min | 8,4                  | 29,6               | 216                 | 10,9                 |
| 2.0 V6 TB      | dal 1995 al 1998    | 6 cilindri a V, Benzina      | 1.996          | 148 kW (202 CV)+ overboost @6.000 giri/min | 285 N·m @2.400 giri/min | 7,3                  | 27,2               | 235                 | 9,3                  |
| 2.0 V6 TB L    | dal 05/1998 al 2001 | 6 cilindri a V, Benzina      | 1.996          | 148 kW (202 CV)+ overboost @6.000 giri/min | 285 N·m @2.400 giri/min | 7,0                  | 26,9               | 240                 | 9,3                  |
| 3.0 V6 12V     | dal 1995 al 1999    | 6 cilindri a V, Benzina      | 2.959          | 141 kW (192 CV) @5.600 giri/min            | 260 N·m @4.400 giri/min | 7,3                  | 27,9               | 225                 | 9,1                  |
| 3.0 V6 24V     | dal 1999 al 2003    | 6 cilindri a V, Benzina      | 2.959          | 160 kW (218 CV) @6.300 giri/min            | 270 N·m @5.000 giri/min | 6,8                  | 26,9               | 233                 | 8,5                  |
| 3.2 V6 24V     | dal 2003            | 6 cilindri a V, Benzina      | 3.179          | 176 kW (240 CV) @6.200 giri/min            | 289 N·m @4.800 giri/min | 6,3                  | 25,8               | 243                 | 7,6                  |
| Monospider     | 1997                | 6 cilindri a V, Benzina      | 2.969          | 170 kW (230 CV) @6.300 giri/min            | 275 N·m @4.400 giri/min | 6,5                  |                    | 252                 | -                    |